# Walk of Ideas

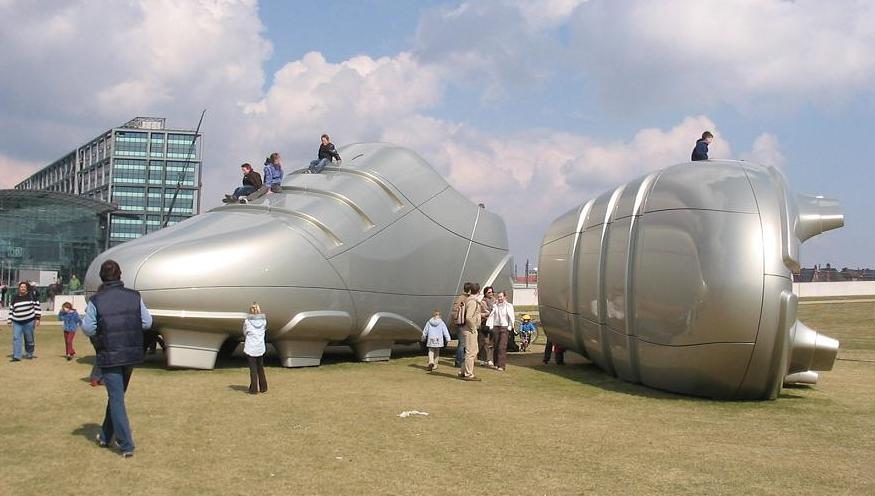
Der moderne Fußballschuh stod uppställd mellan riksdagshuset och Berlins centralstation.

Walk of Ideas (’idéernas stig’) var en utställning av skulpturer som ”symboliserar idérikedomen och uppfinnarandan hos tonsättare och författare, vetenskapsmän och forskare, ingenjörer och innovatörer från Tyskland” som hölls utomhus i centrala Berlin. Det konstnärligt omtvistade verket ställdes upp mellan den 10 mars och 19 maj 2006, och monterades ned mellan den 29 september och 4 oktober 2006.
Walk of Ideas var en central del av satsningen Deutschland – Land der Ideen (’Tyskland – idéernas land’) som hade som mål att visa upp en positiv bild av Tyskland . Bakom kampanjen låg den tyska regeringen och det tyska industriförbundet Bundesverband der Deutschen Industrie (BDI). Walk of Ideas bestod av stora plastskulpturer som placerats runt om i centrala Berlin. Kampanjen nådde sin höjdpunkt under Världsmästerskapet i fotboll 2006.

## Skulpturerna
Skulpturerna med teman som ingick i utställningen:
- Der moderne Fußballschuh (’moderna fotbollsskon’) i Spreebogenpark (avtäckt den 10 mars 2006)
- Meilensteine der Medizin ('medicinens milstolpar’) på Friedrich-Ebert-Platz (27 mars)
- Das Automobil (’automobilen’) vid Brandenburger Tor (6 april), i slutet av maj flyttat till Schloßplatz, i början av juni till Bundespressestrand.
- Der moderne Buchdruck (’moderna boktrycket’) på Bebelplatz (21 april)
- Meisterwerke der Musik (’musikens mästerverk’) på Gendarmenmarkt (5 maj)
- Die Relativitätstheorie (’relativitetsteorin’) på Lustgarten (19 maj)

Det finns inga uppgifter om den konstnärliga gestaltningen av objekten. Uppgifterna från initiativet Deutschland – Land der Ideens är mycket allmänt hållna. Meilensteine der Medizin har till exempel ”ritats av unga konstnärer under överinseende av Bayer AG”. Designen av de tre sista plastskulpturerna har gjorts av ”agenturen Scholz & Friends unga formgivare”. Designen av objektet Das Automobil uppges komma från Audi.

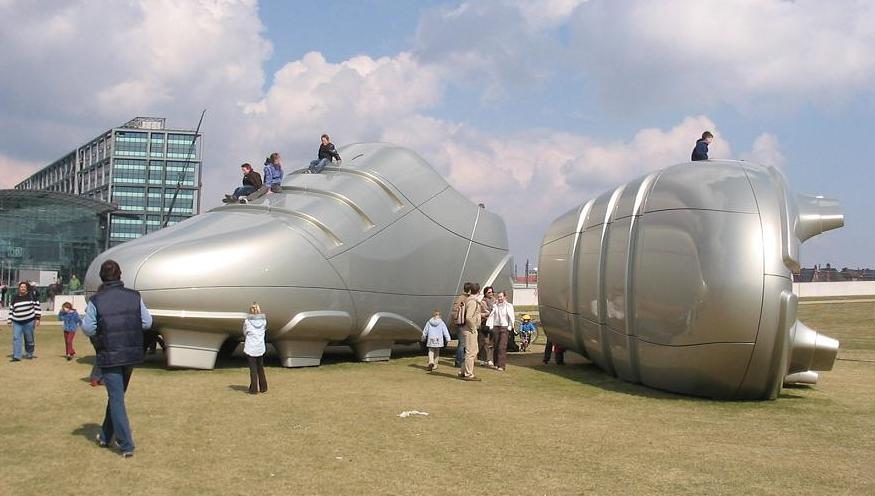
Der moderne Fußballschuh
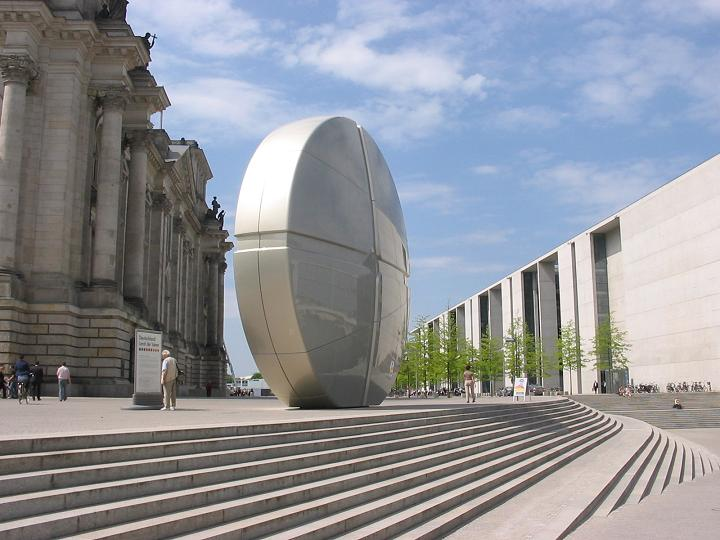
Meilensteine der Medizin
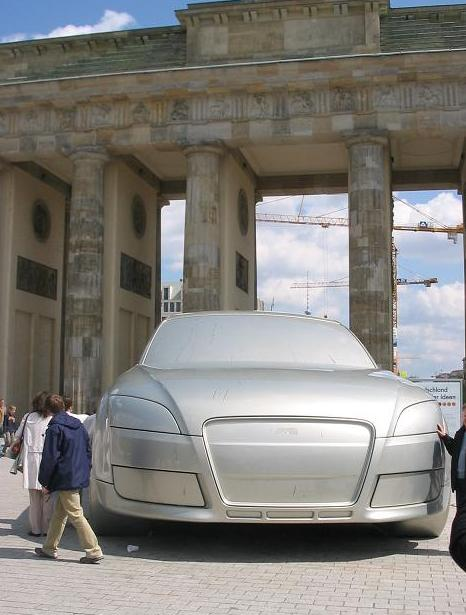
Das Automobil
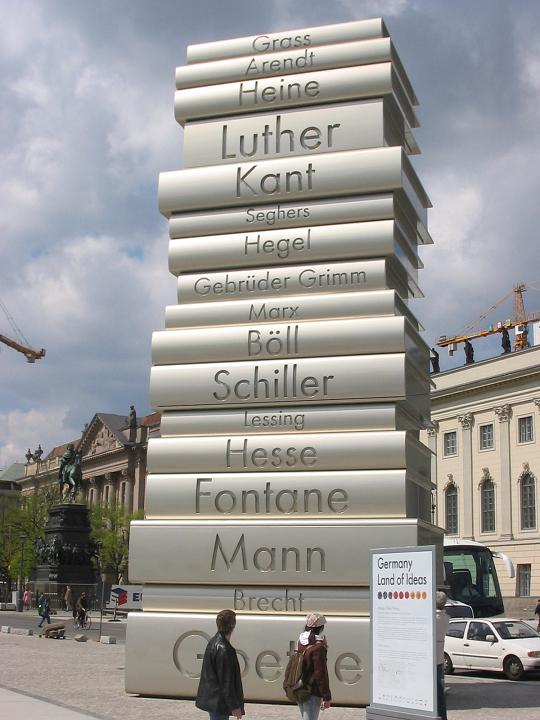
Der moderne Buchdruck
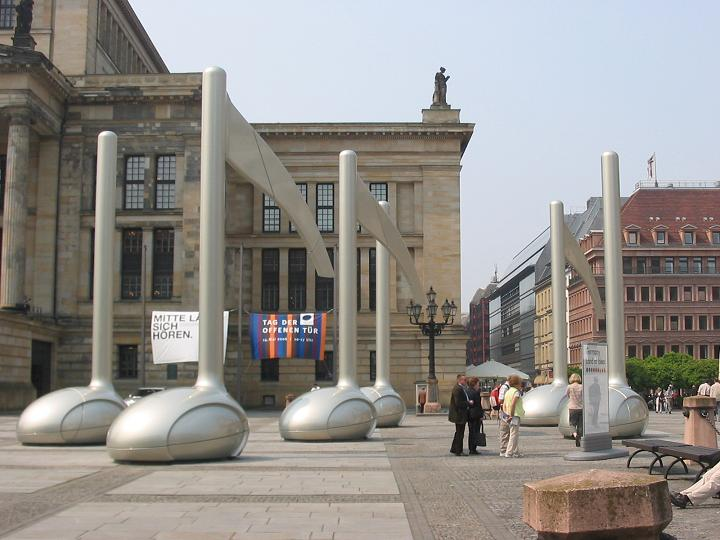
Meisterwerke der Musik
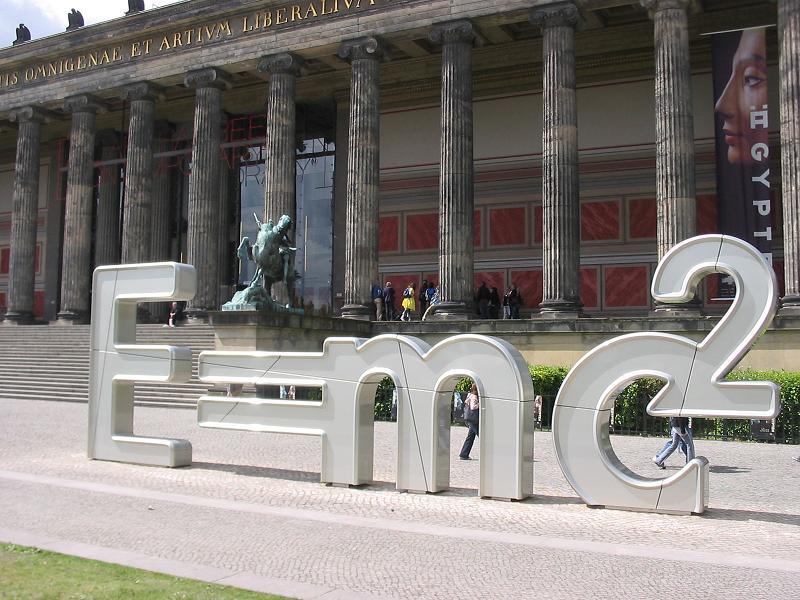
Die Relativitätstheorie